# 譚氏眶燈魚
譚氏眶灯鱼（学名：Diaphus taaningi）为輻鰭魚綱燈籠魚目灯笼鱼科的其中一種，分布於大西洋亞熱帶及熱帶海域，屬深海魚類，棲息深度可達40-475公尺，體長可達7公分。

## 扩展阅读
維基物種上的相關：譚氏眶灯鱼